# Eleonore Schoenfeld
Eleonore Schoenfeld, slovensko-ameriška violončelistka in glasbena pedagoginja, * 6. marec 1925, Maribor, † 1. januar 2007.
Rojena je bila v Mariboru poljskemu očetu in ruski materi, pri šestih letih so se preselili v Berlin. Učila se je balet, violino in klavir, z enajstimi leti pa je prešla na violončelo. Njen prvi učitelj violončela je bil Karl Niedermeyer, učenec Huga Beckerja. V Berlinu se je izšolala na Hochschule für Musik Hanns Eisler, leta 1952 je s starši emigrirala v ZDA, kjer je dolga leta poučevala na Idyllwild Arts Academy. Bila je profesorica na University of Southern California skupaj z uglednimi glasbeniki kot so Gregor Piatigorsky, Jascha Heifetz in John Perry. Posnela je preko 200 skladb v produkciji BBC. 